# پرستار خوب
پرستار خوب (انگلیسی: The Good Nurse) یک فیلم جنایی و درام آمریکایی به کارگردانی توبیاس لیندهولم محصول سال ۲۰۲۲ با بازی جسیکا چستین، ادی ردمین، نمدی آسوموگا، نوآ امریک و کیم دیکنز است. این فیلم دربارهٔ تعقیب و دستگیری قاتل زنجیره‌ای آمریکایی چارلز کالن است که در طول ۱۶ سال دوران کاری خود به عنوان پرستار، بیمارانی را به قتل رساند.
پرستار خوب در ۱۱ سپتامبر ۲۰۲۲ در جشنواره بین‌المللی فیلم تورنتو به نمایش درآمد و در ۱۹ اکتبر انتشار محدودی داشت. این فیلم در ۲۶ اکتبر در نتفلیکس منتشر شد. نظرات منتقدان به این فیلم عموماً مثبت بود و ردمین برای نقش‌آفرینی در آن نامزد دریافت جوایز گلدن گلوب و بفتای بهترین بازیگر نقش مکمل مرد شد.

## داستان
امی (با بازی جسیکا چستین) یک پرستار دلسوز و مادری مجرد است که با بیماری قلبی سختی دست و پنجه نرم می‌کند و با این حال، شیفت‌های شبانه و طاقت‌فرسایی را در آی‌سی‌یو می‌پذیرد چراکه سعی دارد نیازهای دختران خودش را تأمین کند. با این حال، با ورود یک پرستار متفکر و همدل به نام چارلی (با بازی ادی ردمین) در بخش او، باری از دوش امی کم می‌شود.
آن‌ها در طی شیفت‌های طولانی در بیمارستان، رابطه دوستانه قوی‌ای با یکدیگر برقرار می‌کنند و برای اولین بار در چند سال گذشته، امی واقعاً به آینده خودش و دخترانش ایمان دارد. با این حال، مجموعه‌ای از مرگ‌های مرموز بیماران سبب می‌شود تا تحقیقاتی در رابطه با چارلی به عنوان متهم اصلی صورت بگیرد و حالا امی مجبور است تا زندگی، شغل و همچنین امنیت دختران خودش را به خطر بیندازد تا بتواند حقیقت را برملا کند.

## بازیگران
- جسیکا چستین در نقش امی لافرن
- ادی ردمین در نقش چارلز کالن
- نمدی آسوموگا در نقش دنی بالدوین
- نوآ امریک در نقش تیم براون
- کیم دیکنز در نقش لیندا گاران
- ملک یوبا در نقش سام جانسون

## تولید
ساخت این فیلم در سال ۲۰۱۶ اعلام شد. در اوت ۲۰۱۸، جسیکا چستین و ادی ردمین برای بازی در این فیلم وارد مذاکره شدند. فیلمبرداری در ۱۲ آوریل ۲۰۲۱ در استمفورد، کنتیکت آغاز شد.

## بازخورد
در وبگاه جمع‌آوری نقد راتن تومیتوز، ٪۷۸ از ۱۲۹ بررسی منتقدان مثبت است و میانگینِ امتیاز آن ۶٫۷/۱۰ است. اجماع این وبگاه چنین می‌نویسد: «پرستار خوب با دیالوگ‌های ضعیف و عناصر داستانی غیرواقعی مختل می‌شود، اما آن مشکلات با کار قوی از یک جفت نقش اصلی مستعد جبران می‌شود.» این فیلم در متاکریتیک که از میانگین وزنی استفاده می‌کند، بر اساس نظر ۳۷ منتقدین امتیاز ۶۵ از ۱۰۰ را کسب کرده که نشان‌گر «نقدهای عموماً مطلوب» است.

### بینندگان
پرستار خوب در ۲۷ اکتبر ۲۰۲۲، یک روز پس از اکران، پربیننده‌ترین فیلم نتفلیکس بود. این فیلم در هفته اول، در رتبه اول ۱۰تای برتر نتفلیکس با ۶۸٫۳۱ میلیون ساعت بازدید قرار گرفت و در ۹۳ کشور در میان جایگاه ۱۰ فیلم برتر بود.